# Gisela de Kerzenbroeck

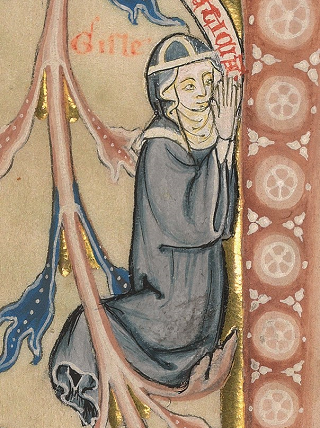

Gisela de Kerzenbroeck o Gisela von Kerssenbrock fue una monja alemana cisterciense, ilustradora y chantre fallecida el 10 de enero de 1300. Escribió el Codex Gisle, un manual litúrgico para el convento de Rulle cerca de Osnabrück.